# 桃井保子
桃井 保子（ももい やすこ、1951年1月 - ）は、日本の歯科医師・歯学者。鶴見大学歯学部保存修復学講座教授。日本接着歯学会会長

## 経歴
1976年鶴見大学歯学部卒業。以後同大学第一歯科保存学教室にて助手、講師を務め2003年より同教室（現：保存修復学講座）教授。
1984年 鶴見大学より、歯学博士の学位を得る。学位論文は「ガルバニー電流の発生機構に関する新しい考察」。

## 所属団体
- 日本歯科医学会 評議員[5]
- 日本歯科保存学会 理事[6]、指導医[3]、専門医[7]
- 日本接着歯学会 会長[2]
- 日本歯科理工学会 理事[8]
- 日本歯科医学教育学会 元評議員[3]
- 日本歯科審美学会 理事[9]
- 日本顎咬合学会 評議員[10]
- 日本歯科色彩学会 常任理事[11]
- 日本医用歯科機器学会 常任理事[12]
- 日本歯科産業学会 常任理事[13]
- 日本再生歯科医学会 理事[3]
- 国際歯科研究学会日本部会 理事[14]
- ナノ・バイオメディカル学会 理事[15]
- 日本口腔衛生学会[3]
- 日本ヘルスケア歯科研究会[3]
- 国際歯科研究学会[1]
- 日本カリオロジー研究会[1]

## 著書
- 桃井保子 他『保存修復学21』監修:岩久正明 他、永末書店、1998年4月1日。ISBN 978-4-8160-1065-1。
- 桃井保子 他『保存修復学21』監修:岩久正明、河野篤、千田彰、田上順次（改訂版）、永末書店、2002年3月30日。ISBN 978-4-8160-1114-6。
- 桃井保子、秋本尚武『レジン充填でいこう 使いこなしのテクニック』監修:河野篤、永末書店、2002年3月30日。ISBN 978-4-8160-1113-9。
- 猪越重久、田上順次、奈良陽一郎、日野浦光、福島正義、桃井保子 編『使いこなそうコンポジットレジン Minimal Interventionのための修復テクニック』医歯薬出版〈歯界展望 別冊〉、2004年5月20日。
- 『う蝕治療のミニマルインターベンション 象牙質-歯髄を守るために』監修:吉山昌宏、桃井保子、クインテッセンス出版〈クイント・ブックレットシリーズ〉、2004年10月10日。ISBN 978-4-87417-822-5。
- 『保存修復学21』監修:田上順次、千田彰、奈良陽一郎、桃井保子（第3版）、永末書店、2006年3月30日。ISBN 978-4-8160-1165-8。
- 佐藤田鶴子、今里聡、佐藤聡、宮坂孝弘、村上伸也、桃井保子 編『口腔にみられる病原体の光と影』永末書店、2006年4月1日。ISBN 978-4-8160-1160-3。
- 桃井保子 他 著、宮﨑隆、中嶌裕、河合達志、小田豊 編『臨床歯科理工学』医歯薬出版、2006年5月25日。ISBN 978-4-263-45596-8。
- Harry F. Albers『歯冠色修復　充填の基礎とテクニック』監訳:桃井保子、永末書店、2006年7月18日。ISBN 978-4-8160-1171-9。
- 桃井保子 他 著、宮崎真至 編『臨床に役立つ　接着修復のすべて　DVD付』医歯薬出版〈歯界展望 別冊〉、2006年10月20日。
- 伊藤公一、細見洋泰、桃井保子、安田登 編『YEAR BOOK 2006・2007　現代の治療指針 保存・審美修復＆カリオロジーと全治療分野編』クインテッセンス出版〈ザ・クインテッセンス別冊〉、2007年1月10日。ISBN 978-4-87417-941-3。
- 桃井保子 他 著、福島俊士 編『隔月刊「補綴臨床」別冊 失活歯のリコンストラクション』医歯薬出版、2007年5月25日。
- 伊藤公一、細見洋泰、宮本泰和、桃井保子、安田登 編『YEAR BOOK 2008　現代の治療指針 歯周治療と全治療分野編』クインテッセンス出版〈ザ・クインテッセンス別冊〉、2008年1月10日。ISBN 978-4-87417-995-6。
- 田上順次、花田信弘、桃井保子 編『う蝕学 チェアサイドの予防と回復のプログラム』永末書店、2008年3月5日。ISBN 978-4-8160-1192-4。
- 伊藤公一、小濱忠一、細見洋泰、宮本泰和、桃井保子、安田登 編『YEAR BOOK 2009　現代の治療指針 欠損・審美補綴と全治療分野 編』クインテッセンス出版〈ザ・クインテッセンス別冊〉、2009年1月10日。ISBN 978-4-7812-0057-6。
- 桃井保子 他 著、千田彰、寺下正道、田上順次、奈良陽一郎、宮崎真至、片山直 編『保存修復クリニカルガイド DVDビデオ付』（第2版）医歯薬出版、2009年11月10日。ISBN 978-4-263-45633-0。
- 『保存修復学21』監修:田上順次、千田彰、奈良陽一郎、桃井保子（第4版）、永末書店、2011年4月1日。ISBN 978-4-8160-1221-1。